# Björn Häger
Björn Häger, född 29 maj 1964, är en svensk journalist, chefredaktör, programledare, författare, föreläsare och lärare i journalistik. Sedan 2021 är han chefredaktör för Avesta Tidning.
Häger har varit programledare på Plånboken i P1, Studio Ett, Efter tre, P4 Extra, och Konsumentekot vid Sveriges Radio. Han har varit reporter vid TV4:s Kalla fakta och TV4-nyheterna samt redaktör för Kalla fakta och Veckans Brott, samt arbetat med TV4:s valbevakning 2010, 2014 och 2018. Han har varit inrikesreporter på Ekot, var Ekots första webmaster och Sveriges Radios första webbchef. Han har också varit projektledare för SR:s redaktion för grävande journalistik och radiokanalen SR Sverige.
Björn Häger har även varit krönikör i tidningen Journalisten. Han har skrivit flera läroböcker i journalistik, bland annat Reporter (Norstedts, 2009/Studentlitteratur 2014, 2020) och Intervjuteknik (Liber, 2001, 2007/Morfem, 2021). Häger har undervisat i journalistik vid Institutionen för mediestudier, Stockholms universitet, JMK. Han föreläser och håller kurser i ämnet intervjuteknik och utgivarfrågor. Häger har även som doktorand i medie- och kommunikationsvetenskap vid Mittuniversitetet i Sundsvall forskat om mediernas bevakning av Sverigedemokraterna, en studie som sammanfattas i boken Problempartiet (Mediestudier, 2012).
Hösten 2017 utkom han med den politiska biografin Uppdrag Bildt, om den tidigare statsministern Carl Bildt.
Häger var 1998–2000 ordförande i Föreningen Grävande Journalister och 2014–2017 ordförande i Publicistklubben. Han är sedan april 2024 vice ordförande i Medieledarna.
Björn Hägers morbror var dokumentärfilmaren Olle Häger.

## Skrifter
- Internet : en handbok för faktasökare (SR Förlag, 1997; 2:a upplagan 1998)
- Intervjuteknik (Liber, 2001; 2:a upplagan 2007 / ny utgåva Morfem, 2021)
- Reporter, en grundbok i journalistik (Norstedts, 2009 / ny utgåva Studentlitteratur 2014, 2020)
- Problempartiet, mediernas villrådighet kring SD valet 2010 (Stiftelsen Institutet för mediestudier 2012)
- Uppdrag Bildt. En svensk historia (Norstedts, 2017)